# 卡斯特羅谷
卡斯楚谷（英語：Castro Valley）是美國的一個普查規定居民點，位於加利福尼亞州阿拉米達郡。據2000年人口普查，卡斯特羅谷是加利福尼亞州人口第五多的非建制地區，也是美國人口第23多的非建制地區。

## 外部連結
- . . United States Geological Survey.
- Castro Valley Chamber of Commerce （页面存档备份，存于）
- Castro Valley News  - Local News and Information （页面存档备份，存于）
- Castro Valley Matters - Local Advocacy Group （页面存档备份，存于）
- Castro Valley history （页面存档备份，存于）
- Castro Valley Unified School District （页面存档备份，存于）
- Friends of San Lorenzo Creek （页面存档备份，存于）